# آرامگاه صفاانگیز
بقعه صفا انگیز مربوط به دوره ایلخانی است و در شهرستان دشتی، بخش کاکی، دهستان کبکان، روستای کبکان واقع شده و این اثر در تاریخ ۲۶ اسفند ۱۳۸۶ با شمارهٔ ثبت ۲۲۱۷۸ به‌عنوان یکی از آثار ملی ایران به ثبت رسیده است.